# 豊浜村 (静岡県)
豊浜村（とよはまむら）は静岡県の西部、山名郡・磐田郡に属していた村である。磐田市南東部、太田川河口左岸にあたり、遠州灘に面する。

## 地理
- 河川：太田川

## 歴史
- 1889年（明治22年）4月1日 - 町村制の施行により中野村、豊浜村が合併して山名郡豊浜村が発足。
- 1896年（明治29年）4月1日 - 郡制の施行により所属郡が磐田郡に変更。
- 1955年（昭和30年）3月31日 - 福田町と合併し、改めて福田町が発足。同日豊浜村廃止。

## 交通

### 道路
- 国道150号